# Lualaba (província)
Lualaba era una de les noves divisions provincials que es preveia implantar a la República Democràtica del Congo. Havia de quedar establerta a partir de febrer de 2009 en dividir-se la província de Katanga en quatre noves províncies, segons establia la nova Constitució del país (2005). La província va començar a operar finalment el 2015. S'hi parla el lunda i el ruund.